# Нехлонін
Нехлонін (пол. Niechłonin) — село в Польщі, у гміні Плосьниця Дзялдовського повіту Вармінсько-Мазурського воєводства.
Населення — 533 особи (2011).

## Демографія
Демографічна структура станом на 31 березня 2011 року:
|          | Загалом | Допрацездатний вік | Працездатний вік | Постпрацездатний вік |
| -------- | ------- | ------------------ | ---------------- | -------------------- |
| Чоловіки | 258     | 63                 | 156              | 39                   |
| Жінки    | 275     | 61                 | 133              | 81                   |
| Разом    | 533     | 124                | 289              | 120                  |